# Laphria componens
Laphria componens är en tvåvingeart som beskrevs av Walker 1860. Laphria componens ingår i släktet Laphria och familjen rovflugor. Inga underarter finns listade i Catalogue of Life.